# Александровская волость Петроградского уезда
Алекса́ндровская во́лость — наименьшая по площади из 17 волостей Петроградского (до 1914 года Санкт-Петербургского) уезда одноимённой губернии. Находилась за Невской заставой, на первых верстах Шлиссельбургского тракта, однако от территории столицы её отделял узкий отрезок Московской волости, выходящий к левому берегу Невы. Входила в пояс так называемых подгородных территорий столицы — ближайший резерв её территориального роста.
Село Михаила Архангела — единственное крестьянское поселение в составе Александровской волости и её административный центр. По данным на 1890 год в нём было 130 дворов, в которых проживало 1130 душ обоего пола, в том числе 491 мужчин и 1130 женщин. Число некрестьянских дворов в волости — 17.

## История волости
Поселения казённых крепостных крестьян на седьмой версте Шлиссельбургского тракта
- село Александровское
- село Михайловское

возникают одновременно с заводскими корпусами будущего Александровского механического завода. Их возводят здесь взамен механического завода на Петергофской дороге, который был разрушен катастрофическим наводнением 1824 года. По названию завода именуется одно из этих поселений, а также объединяющая их волость. Вскоре сёла смыкаются друг с другом, и новый топоним «Село Михаила Архангела», как единица в составе волости, объединяет оба эти сельских поселения. Однако при этом, как сообщает справочник за 1905 год:

в обоих сельских обществах имеются отдельные сельские старосты, но в общем оба общества составляют одно село— Земский справочник за 1905 год, С. 350.
Справочник за 1905 год указывает для волости (и села, как единственной единицы статистического наблюдения в его составе) население в 1784 человека (742 мужчины и 1042 женщины), при той же площади надела: 19 десятин и 2334 квадратных саженей. Число домохозяйств, приведённое в формате 143 / 92, может читаться, как «всего 143, в том числе 92 двора в селе Александровском и остальные [51] в селе Михайловском».

## Административная принадлежность
Справочник за 1905 год указывает принадлежность Александровской волости: «1-й земской участок, 1-й стан», с вытекающим отсюда расположением
- камеры земского начальника — в Петербурге, и
- становой квартиры — в селе Усть-Ижора, расположенном в 5 верстах от села Михаила Архангела, в другой, Усть-Ижорской волости. В Усть-Ижоре же располагались и полицейские урядники 6 и 7 участков, закреплённые за Александровской волостью.

Волостное правление располагалось по адресу Шлиссельбургский проспект, дом 45.
На этом же перекрёстке по адресу Московская улица, дом 1 вплоть до начала 1917 года размещалось управление Шлиссельбургского (пригородного) участка Петрограда.

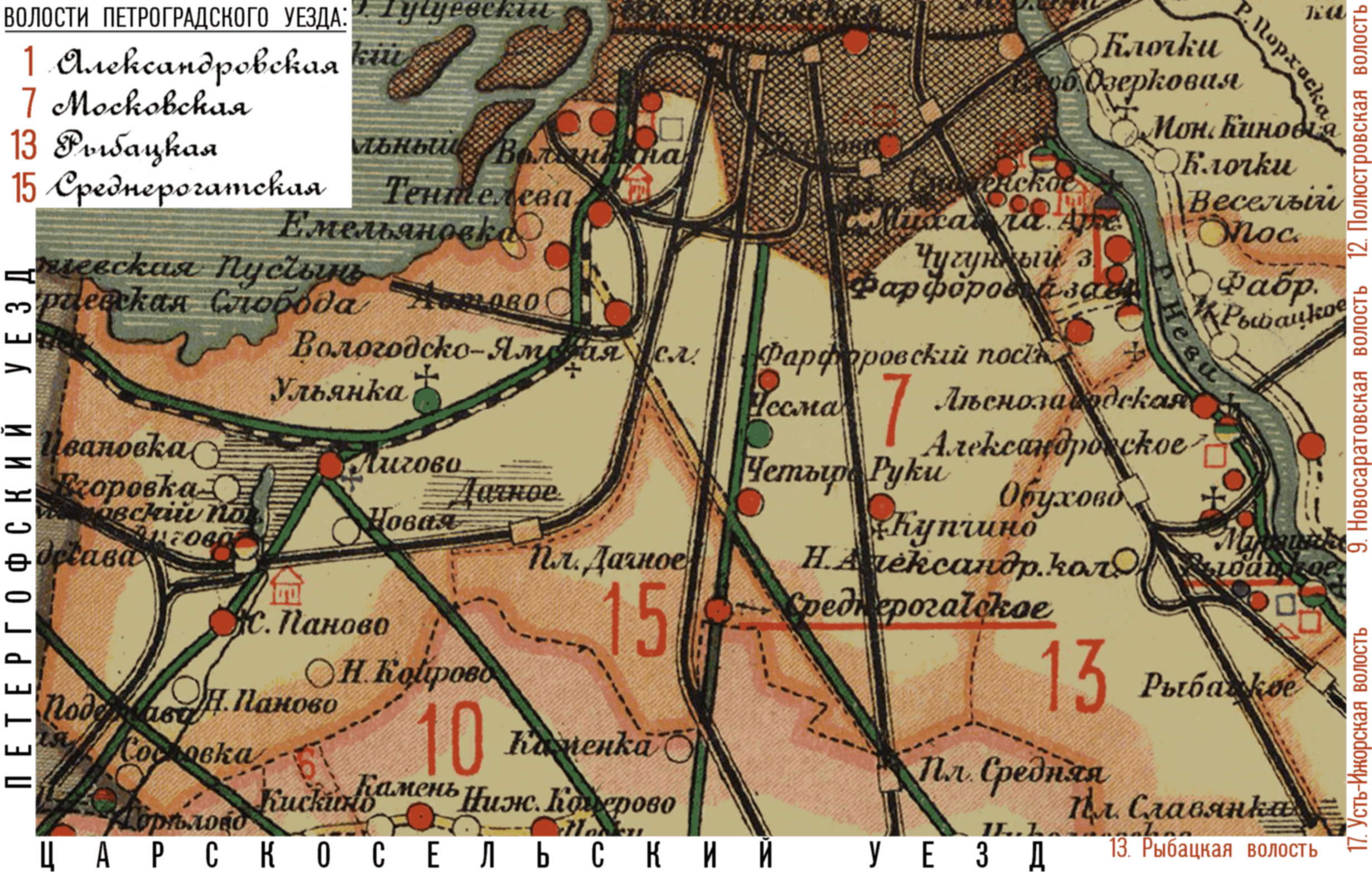
Александровская волость (№1) на карте Петроградского уезда, 1916.
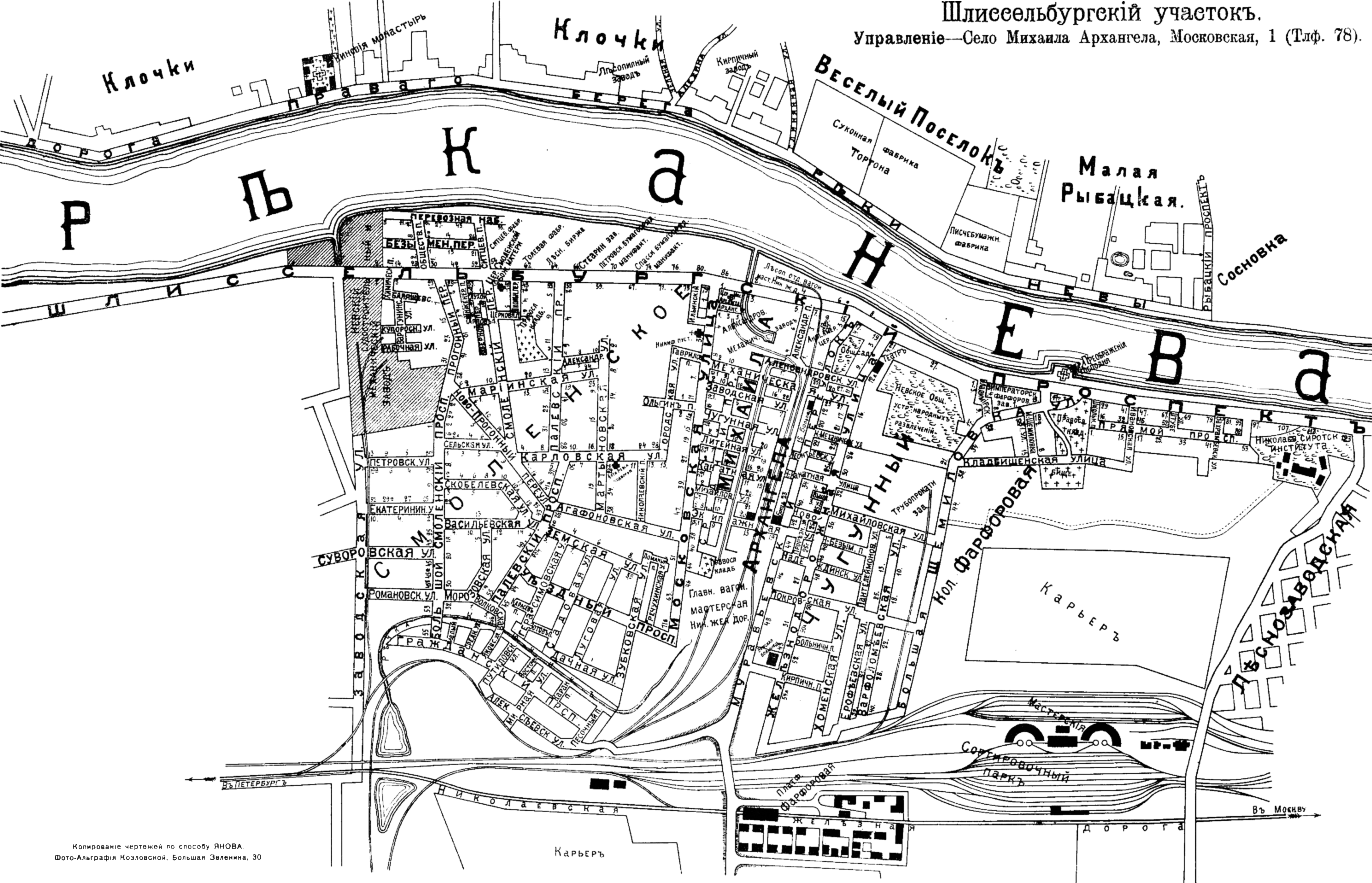
Александровская волость с селом Михаила Архангела на карте Шлиссельбургского участка Петрограда